# Wüstenrot Lebensversicherung
Die Wüstenrot Lebensversicherung war ein deutsches Lebensversicherungsunternehmen mit Sitz in Ludwigsburg. Das zur Wüstenrot Bausparkasse gehörende 1969 gegründete Unternehmen ging im Nachgang zur Fusion der Muttergesellschaft zur Wüstenrot & Württembergischen 2000 in der Württembergischen Lebensversicherung auf.

## Unternehmensgeschichte
Zur Verbreiterung der Geschäftsbasis gründete unter dem Vorstandsvorsitzenden Walter Englert die Wüstenrot Bausparkasse 1968 mit der Wüstenrot Bank ein Kreditinstitut, dem 1969 die Aufnahme des Lebensversicherungsgeschäfts über die Wüstenrot Lebensversicherung folgte. Diese war ein Gemeinschaftsunternehmen der Bausparkasse mit der Allianz Lebensversicherung, die 40 % der Anteile am Unternehmen hielt, und bot ein umfangreiches Spektrum an Versicherungsarten an. Neben klassischen Kapitallebens-, Renten- und Pensionsversicherungen umfasste das Angebot insbesondere Bausparrisikoversicherungen sowie später auch fondsgebundene Lebensversicherungen. Unter Gründungsvorstand Hans Laux, der zwischen 1977 und 1994 den Vorsitz innehatte, etablierte sich das Unternehmen unter den mittelgroßen deutschen Lebensversicherungsgesellschaften und verzeichnete 1999 bei knapp 860.000 Versicherungsverträgen Beitragseinnahmen in Höhe von 690 Millionen DM.
1999 fusionierte die Wüstenrot mit der Württembergischen, in diesem Zusammenhang vereinbarte der neu entstandene Finanzdienstleistungskonzern im Oktober 1999 mit der Allianz die Übernahme von deren Gesellschaftsanteil an der Lebensversicherung zum anstehenden Jahreswechsel. Dabei übernahm die bereits 60 % der Anteile haltende W&W-Muttergesellschaft 35 %, die Zwischenholding Wüstenrot Holding AG den restlichen Anteil. In diesem Zusammenhang wurde auch die angestrebte Fusion der Wüstenrot Leben mit der Württembergischen Lebensversicherung angekündigt. Im Sommer 2000 wurde dann nach einem Hauptversammlungsbeschluss rückwirkend auf den 1. Januar der Bestand des Ludwigsburger Versicherers mit der Württembergischen verschmolzen. Der bisherige Vorstandsvorsitzende Hans-Christian Duderstädt übernahm in der Folge Vorstandsposten bei der Württembergischen Lebensversicherung sowie der Württembergischen Versicherung, die er bis zu seinem altersbedingten Ausscheiden 2002 hielt.